# Det Naturvidenskabelige Fakultet (Syddansk Universitet)
 For alternative betydninger, se Det Naturvidenskabelige Fakultet. (Se også artikler, som begynder med Det Naturvidenskabelige Fakultet)
Det Naturvidenskabelige Fakultet er et fakultet på Syddansk Universitet oprettet 1974 og har i dag forskning og uddannelse fordelt på fire institutter:
- Biologisk Institut
- Institut for Biokemi og Molekylær Biologi
- Institut for Fysik, Kemi og Farmaci
- Institut for Matematik og Datalogi

Fakultetet er primært placeret på campus i Odense, men har derudover forskningsfaciliteter i Kerteminde og Svanninge Bakker.
I 2018 udgjorde det videnskabeligt personale 184 årsværk, teknisk-administrative personale 162 årsværk, som skulle betjene 1.390 studenterårsværk – heraf 142 ph.d.-studerende. Der var 307 bachelordimittender og 193 kandidatdimittender.
Fakultetets dekan er Marianne Holmer (professor i biologi).